# Fre Westinghouse

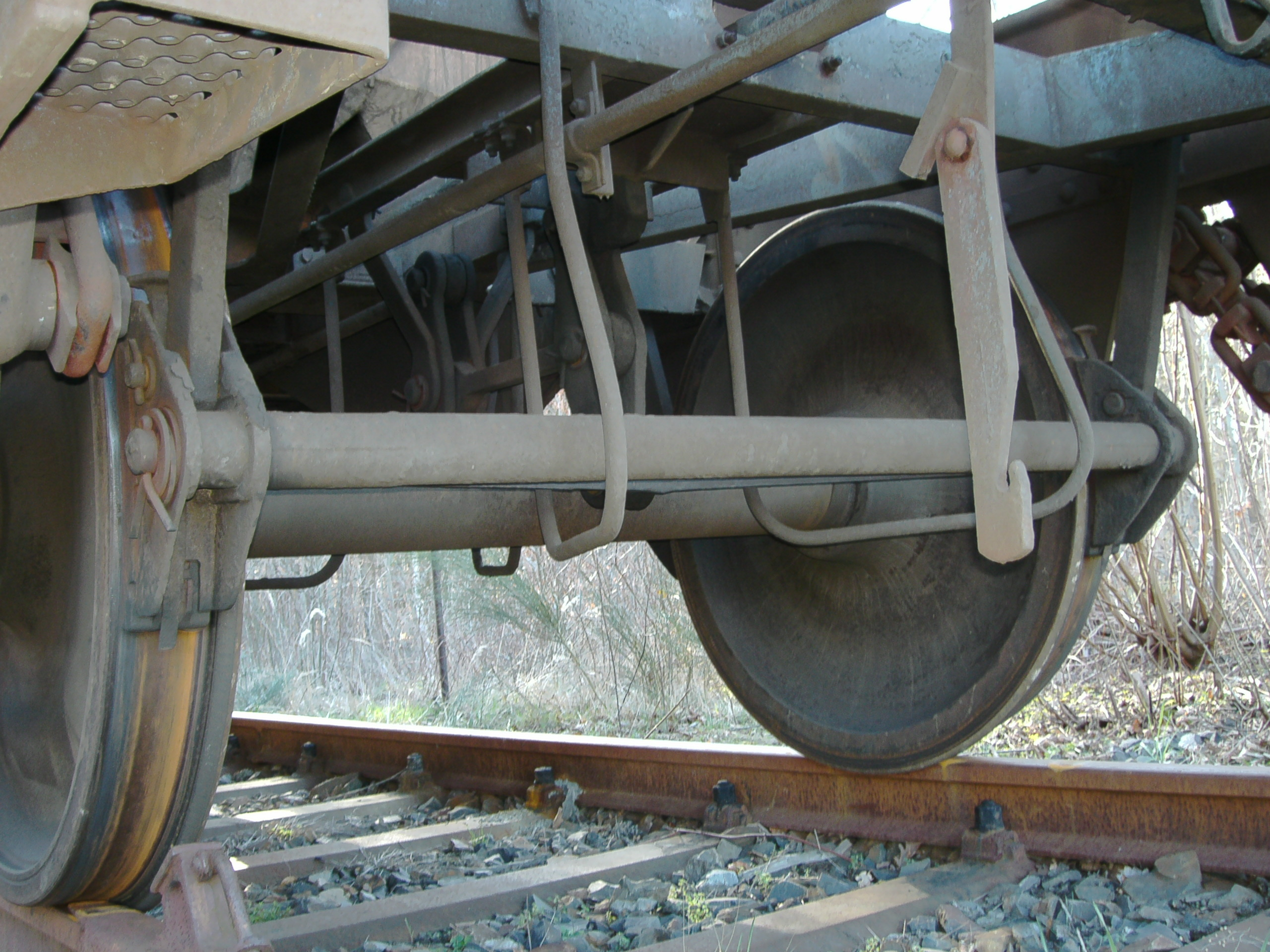
Frens de vagó individuals amb descàrrega pròpia

El fre Westinghouse o fre d'aire combinat, és un sistema de frenada per a ferrocarrils amb aire comprimit com a mitjà operatiu, que funciona simultàniament a tots els vagons del tren i que es controla des d'un sol lloc. És la solució utilitzada actualment un fre pneumàtic combinat, inventat per George Westinghouse, i patentat als EUA el 1869.

## Principi de funcionament

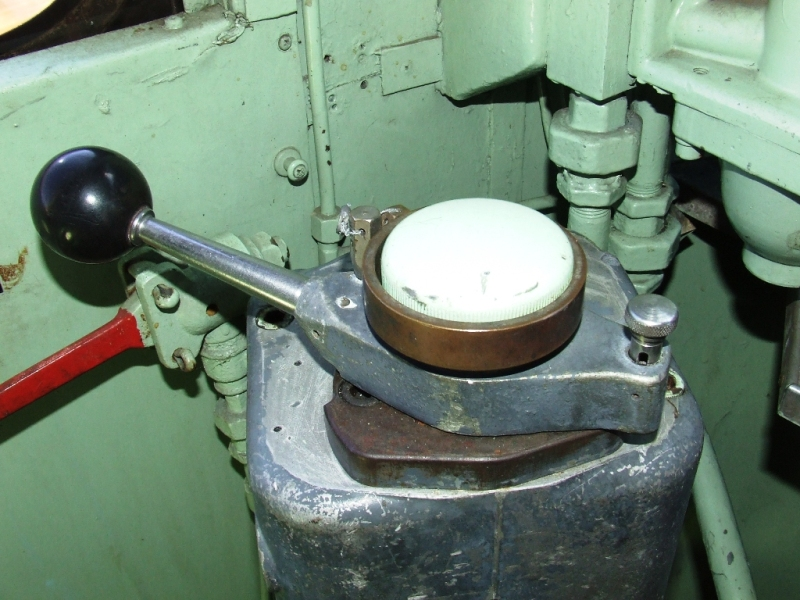
Vàlvula de fre combinada

El sistema de Westinghouse utilitza aire a pressió per carregar uns dipòsits d'aire (tancs) a tots els cotxes del tren. La pressió d'aire fa actuar els frens de cada un dels cotxes per separat. Una reducció o pèrdua de pressió d'aire en la conducció comuna, fa que cada cotxe apliqui els seus frens, utilitzant l'aire comprimit del seu dipòsit particular.
Les parts essencials del fre compost són: compressor, dipòsits d'aire (principals i auxiliars), línia principal, vàlvula de control i vàlvules distribuïdores, així com sistema de força (de disc) o accionador de fre (disc o bloc). El compressor subministra el dipòsit d'aire principal amb una pressió de 0,7-1 MPa. El conducte principal recorre tota la longitud del tren, connectant cada col·lector a través de la vàlvula distribuïdora amb el dipòsit auxiliar, que és el dipòsit d'aire per als cilindres de fre. Durant la frenada de servei, la pressió a la línia principal baixa de 0,05 a 0,15 MPa - quan - quan la pressió al dipòsit auxiliar supera la pressió de la línia principal - la vàlvula distribuïdora connecta el dipòsit auxiliar amb el cilindre de fre. Amb el frenat d'emergència (pressió d'emergència) es baixa la pressió a la pressió atmosfèrica.
El fre s'allibera després que la pressió de la línia principal torni a augmentar fins a 0,5 MPa, els dipòsits auxiliars es tornen a connectar amb la línia principal i l'aire que s'utilitza per a la frenada en aquests dipòsits s'accelera i els cilindres de fre es connecten a l'atmosfera. Aquesta acció de fre: iniciar la frenada en disminuir en lloc d'augmentar la pressió a la línia principal, fa que el fre compost sigui autònom - en cas de fuga en el sistema, per exemple, quan un vagó es desconnecta, frena automàticament, també permet una simple implementació del fre de seguretat, simplement una vàlvula que connecta la canonada principal a l'atmosfera.

## Patents
- , US 16220 Carson Samuel: Air engine 1856-12-09
- , US 88929 Westinghouse George Jr: Steam power brake 1869-04-13
- , US 117841 Westinghouse George Jr: Steam-Power Air-Break Devices 1871-08-08
- , US 124404 Westinghouse George Jr: Improvement in steam-power air brakes and signals 1872-03-05
- , US 124405 Westinghouse George Jr: Improvement in steam air brakes 1872-03-05
- , US 144006 Westinghouse George Jr: Steam and Air-Breaks 1873-10-28

## Fre electropneumàtic
El fre electropneumàtic és un fre combinat pneumàtic-elèctric. Segons el mode d'acció, es distingeixen dos tipus:
- No reactiu: Els senyals de control elèctric actuen directament sobre les vàlvules de distribució, sense reduir la pressió de la línia principal, mantenint la possibilitat de frenada purament pneumàtica.
- Reactiu: Els senyals automàtics de control elèctric actuen sobre solenoides addicionals que provoquen canvis de pressió de la línia principal i un funcionament del fre més avançat que amb la frenada purament pneumàtica. Això permet el funcionament de la vàlvula del conductor accelerant els canvis de pressió de la línia principal i igualant el perfil de pressió al llarg de tot el tren. Es munta a la majoria part dels vagons estàndard.